# Christendemocratische Beweging (Slowakije)
De Christendemocratische Beweging (Slowaaks: Kresťanskodemokratické hnutie, KDH) is een Slowaakse politieke partij die het christendemocratische gedachtegoed aanhangt. De partij is onder meer vertegenwoordigd in het Slowaaks parlement en het Europees Parlement.

## Geschiedenis
De KDH werd in 1990 gesticht door Ján Čarnogurský. Bij de Slowaakse parlementsverkiezingen van dat jaar werd de KDH met 19,2% van de stemmen (31 zetels) de tweede partij, achter de VPN. Ook na de onafhankelijkheid van Slowakije in 1993 speelde de KDH meermaals een belangrijke rol in de nationale politiek. De partij maakte deel uit van verschillende regeringen, waaronder de kabinetten van Mikuláš Dzurinda (1998–2006) en het kabinet van Iveta Radičová (2010–2012).
Het zetelaantal van de partij bleef jarenlang redelijk stabiel met 14 tot 17 zetels in de Nationale Raad. Bij de parlementsverkiezingen van 2016 en 2020 eindigde de partij echter onder de kiesdrempel van 5% en was daardoor gedurende zeven jaar (2016–2023) niet in het Slowaakse parlement vertegenwoordigd. In 2023 keerden de christendemocraten weer terug nadat zij bij vervroegde verkiezingen 12 zetels hadden behaald.

## Verkiezingsresultaten

### Nationale Raad
De KDH behaalde de volgende resultaten bij de Slowaakse parlementsverkiezingen:
| Jaar | Lijsttrekker    | Zetels   | Percentage | Positie                                       |
| ---- | --------------- | -------- | ---------- | --------------------------------------------- |
| 1990 | Ján Čarnogurský | 31 / 150 | 19,2%      | coalitieregering                              |
| 1992 | Ján Čarnogurský | 18 / 150 | 8,9%       | oppositie (1992–1994) coalitieregering (1994) |
| 1994 | Ján Čarnogurský | 17 / 150 | 10,1%      | oppositie                                     |
| 1998 | Ján Čarnogurský | 15 / 150 |            | coalitieregering                              |
| 2002 | Pavol Hrušovský | 15 / 150 | 8,3%       | coalitieregering                              |
| 2006 | Pavol Hrušovský | 14 / 150 | 8,3%       | oppositie                                     |
| 2010 | Ján Figeľ       | 15 / 150 | 8,5%       | coalitieregering                              |
| 2012 | Ján Figeľ       | 16 / 150 | 8,8%       | oppositie                                     |
| 2016 | Ján Figeľ       | 0 / 150  | 4,9%       | kiesdrempel niet gehaald                      |
| 2020 | Alojz Hlina     | 0 / 150  | 4,7%       | kiesdrempel niet gehaald                      |
| 2023 | Milan Majerský  | 12 / 150 | 6,8%       | oppositie                                     |

### Europees Parlement
De KDH behaalde de volgende resultaten bij de Europese Parlementsverkiezingen:
| Jaar | Lijsttrekker  | Zetels | Percentage |
| ---- | ------------- | ------ | ---------- |
| 2004 | Anna Záborská | 3 / 14 | 16,2%      |
| 2009 | Martin Fronc  | 2 / 13 | 10,9%      |
| 2014 | Anna Záborská | 2 / 13 | 13,2%      |
| 2019 | Ivan Štefanec | 2 / 14 | 9,7%       |

## Partijleiders
- Ján Čarnogurský (1990–2000)
- Pavol Hrušovský (2000–2009)
- Ján Figeľ	(2009–2016)
- Alojz Hlina (2016–2020)
- Milan Majerský (sinds 2020)